# Boada de Roa

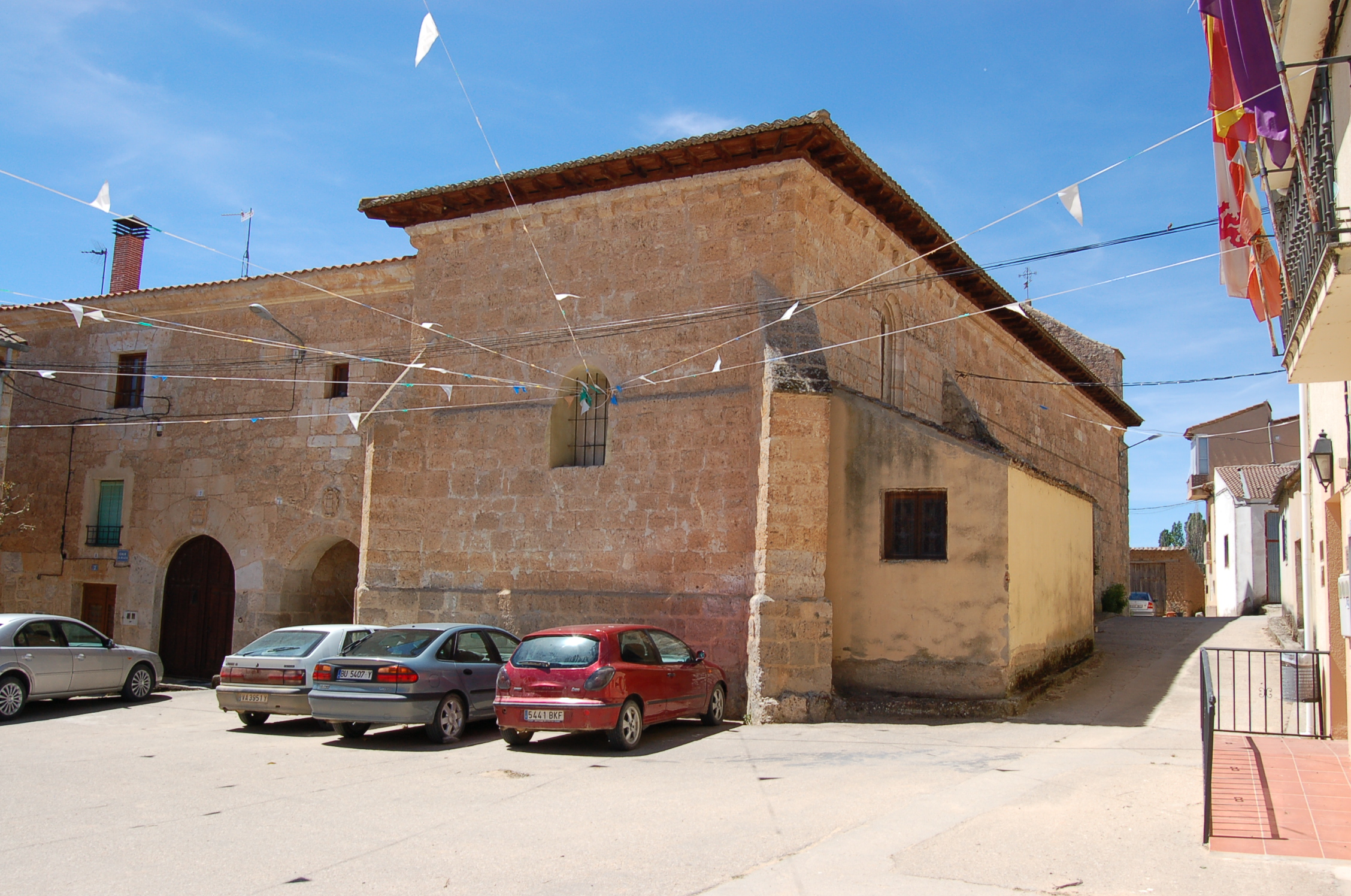
Iglesia.

Boada de Roa es una localidad y una Entidad Local Menor situadas en la provincia de Burgos, Castilla la Vieja, en la comunidad autónoma de Castilla y León (España), comarca de Ribera del Duero, partido judicial de Aranda, municipio de Pedrosa de Duero.

## Geografía
Es un pueblo situado en el suroeste de la provincia de Burgos en la vertiente atlántica de la provincia, a 850 m s. n. m. . En la carretera autonómica BU-132 que comunica Anguix con Mambrilla de Castrejón Al pie del Manvirgo (914 m s. n. m.).

### Comunicaciones

#### Ferrocarril
Hasta el cierre de la línea de ferrocarril Valladolid-Ariza , estación en Roa.

#### Autobús
Línea Burgos - Adrada de Haza.

## Situación administrativa
En las elecciones locales de 2007 correspondientes a esta entidad local menor concurre una sola candidatura encabezada por Jesús Campo Llorente y su suplente José Luis Domingo Aguado (PP).

## Demografía
| Gráfica de evolución demográfica de Boada de Roa entre 1842 y 1970 |
| |
| Población de derecho según los censos de población del INE Población de hecho según los censos de población del INEEntre el censo de 1981 y el anterior, este municipio desaparece porque se integra en el municipio Pedrosa de Duero. |

En el censo de 1950 contaba con 414 habitantes, reducidos a 47 en 2004, 66 en 2007.

## Economía
Su principal riqueza es el viñedo, en esta población se pueden encontrar distintas explotaciones vitivinicultoras, con vinos de gran calidad que se enmarcan dentro de la Denominación de Origen Ribera del Duero.
Los viñedos han hecho que Boada crezca en población por la llegada de marroquíes que han encontrado en Boada un medio de vida.

## Historia
Cuando en el año 1143, Alfonso VII concede el fuero de Sepúlveda, surge la Comunidad de Villa y Tierra de Roa , siendo una de sus 33 aldeas. 
En el Censo de Vecindarios de la Corona de Castilla realizado en 1591 se denominada Boada , pertenecía a la Tierra de Roa , incluida en la provincia de Burgos . La comunidad contaba con 1.569 vecinos pecheros, correspondiendo 563 a la capital.
Lugar, conocido entonces como Boada , perteneciente a la Tierra de Roa con jurisdicción de señorío ejercida por el conde de Siruela quien nombraba su regidor pedáneo.
A la caída del Antiguo Régimen queda constituida como ayuntamiento constitucional del mismo nombre en el partido Partido de Roa, región de Castilla la Vieja, que en el censo de la matrícula catastral contaba con 61 hogares y 245 vecinos.
Este municipio, en la década de los setenta, contaba con 69 hogares y 203 habitantes de derecho. Su término municipal contaba con una extensión superficial de 817 hectáreas.

### sigloXIX
Así se describe a Boada de Roa en la página 374 del tomo IV del Diccionario geográfico-estadístico-histórico de España y sus posesiones de Ultramar, obra impulsada por Pascual Madoz a mediados del siglo XIX:

BOHADA

Lugar con ayuntamiento en la provincia, audiencia territorial y capitanía general de Burgos (14 leguas), partido judicial y arciprestazgo de Roa (1), administración de rentas de Aranda de Duero (5), diócesis de Osma (14).
Situado en un valle estrecho, próximo a un arroyo que pasa al S en dirección de O a E; está resguardado de los vientos N y O y goza de clima templado y muy saludable.
Se compone de 66 casas de fábrica de adobe en su mayor parte; forman calles regulares, de mediano piso, aunque sin empedrar, y en el centro del pueblo una plaza pequeña; hay casa municipal, un mesón, escuela de primeras letras concurrida por 25 niños; el maestro está dotado con 166 reales pagados del fondo de propios, y además 4 cántaras de vino anuales, satisfechas por cada uno de los alumnos y 500 reales en metálico que percibe de todos ellos; una iglesia parroquial (Santa María la Antigua), situada hacia el O a un extremo de la población, muy pequeña y mal adornada; su torre es de figura de espadaña con 2 campanas; está servida por un cura de nombramiento del ordinario, y antes correspondía al abad del ex monasterio de San Pedro de Arlanza, quien presentaba 2 religiosos benedictinos, uno con el título de prior y el otro encargado de la cura de almas; en paraje ventilado, que no perjudica a la salubridad pública, se encuentra el cementerio, y dentro del pueblo una buena fuente de abundantes aguas, destinada para los usos domésticos.
El término confina por N Guzmán; E Roa; S Pedrosa, y O Villaescusa; hay en él 2 ermitas o capillas públicas, tituladas San Andrés y San Blas a corta distancia N y E del pueblo; el despoblado de la Aldehuela, en el que se cultivan 200 fanegas de tierra blanca y alguna parte de viñedo, y muchos manantiales de buenas aguas, que además de servir para beber los ganados, benefician el terreno.
Éste es de buena calidad, es llano y arenoso; tiene una vega corta y varios árboles frutales, con cuyos despojos y la leña de las viñas se surte el vecindario de combustible; se cultivan sobre 500 fanegas de tierra blanca, incluyendo en estas las 200 del despoblado anteriormente designado, y cerca de 360.000 cepas.
Los caminos, en regular estado, son locales y se dirigen a los pueblos inmediatos.
La correspondencia la recibe de la estafeta de Roa por medio de valijero.
Producciones: trigo, centeno, cebada, legumbres, vino y anís; ganado lanar, vacuno y asnal.
La industria y comercio consisten en la agricultura y exportación del vino, e importación de aceite, arroz, jabón y géneros de vestir.
Población: 61 vecinos, 245 almas.

Capital productivo: 963.430 reales. Imponible: 88.941. Contribución: 6.733 reales 23 maravedíes. El presupuesto municipal asciende a 3.186 reales que se cubre con los productos de propios, a saber: el arrendamiento de la casa mesón, correduría de vinos, 11.000 cepas de inferior calidad y 10 fanegas de tierra blanca con algunos árboles frutales; estos bienes fueron enajenados en la guerra de la Independencia a varios particulares, quienes perciben la mitad de sus producciones hasta hacerles pago del importe satisfecho por los mismos en aquella época.

## Fiestas y costumbres
Actualmente cuenta con un censo de 66 habitantes, aunque durante el verano dicha población aumenta considerablemente debido a sus fiestas patronales de San Blas, que a pesar de que son en febrero, también se celebran el primer fin de semana del mes de agosto, y las de los pueblos colindantes.
Durante las fiestas patronales se interpreta la danza de La culebra, llamada así porque con sus movimientos, los danzantes ejecutan los movimientos sinuosos de una culebra.

## Parroquia
Iglesia de Iglesia de Nuestra Señora de la Asunción, antiguamente conocida como Nuestra Señora de la Antigua, dependiente de la parroquia de Guzmán en el arciprestazgo de Roa, diócesis de Burgos.